# Manuel Rueda
Manuel Rueda García (Chiclana de la Frontera, Cádiz, España, 2 de enero de 1980), más conocido como Manolo Rueda, es un exfutbolista y entrenador de fútbol español. Actualmente dirige al C. D. Leganés "B" de la Segunda Federación.

## Trayectoria

### Como jugador
Comenzó en la escuela de fútbol de Chiclana de la Frontera. Disputó el campeonato de Andalucía de Selecciones provinciales en edad Infantil y Cadete. Comenzó a entrenar y a jugar con el Chiclana C.F.. (Entonces en 3.ª división) a muy temprana edad (16 años)  y pronto pasó a los juveniles del Cádiz CF, con el que consigue el ascenso a la División de Honor de Juveniles. Después pasó por el RCD Mallorca B, etc..
En la temporada 2004/2005 ficha por el Águilas CF, club de la 3.ª División, con el que realiza una grandísima temporada tanto a nivel personal (jugando un total de 33 partidos oficiales y marcando 4 goles), como en lo colectivo (quedando campeón de grupo y consiguiendo el ascenso a la 2.ª División B), es una temporada muy positiva.
En la temporada 2005/2006 continúa en el Águilas CF esta vez en Segunda B, con el que a nivel colectivo vuelve a hacer una gran campaña, disputa la promoción de ascenso a Segunda División tras quedar segundos en el campeonato de liga, quedan eliminados por el Alicante CF. A nivel personal, cierra una de sus mejores temporadas hasta el momento, finaliza la campaña con 32 partidos oficiales disputados y 4 goles marcados.
La temporada 2006/2007 fichó por el Lorca Deportiva CF de Segunda División en el que tanto a nivel colectivo (descenso a Segunda B), como a nivel personal (15 partidos oficiales disputados), es una temporada muy negativa.
La siguiente temporada, la 2007/2008, continuó en el club lorquino, esta vez en la Segunda B. La temporada a nivel colectivo es muy negativa, finalizando en mitad de tabla. A nivel personal disputa un total de 28 partidos y marca 1 gol.
En la temporada 2008/2009 abandona el club lorquino y ficha por el UE Sant Andreu, club de la Segunda B, con el que logra disputar el play off de ascenso a Segunda División tras quedar terceros en la liga regular. El ascenso no se consigue tras perder con la AD Alcorcón en la primera eliminatoria. A nivel personal disputa un total de 30 partidos oficiales y marca 4 goles.
La temporada 2009/2010 continua en el UE Sant Andreu y vuelve a completar una gran campaña, quedando campeón de grupo y disputando de nuevo las eliminatorias por el ascenso a Segunda División. El club llega a la eliminatoria final por el ascenso tras ganar a SD Ponferradina y Universidad de Las Palmas, cayendo en la misma ante el FC Barcelona B. A nivel personal disputa un total de 24 partidos y marca 5 goles.
La campaña 2010/2011 da el salto de nuevo a la Segunda División, al fichar por la AD Alcorcón. En el conjunto alfarero se convierte en una de las referencias, y a nivel colectivo en una de las revelaciones del campeonato de liga (terminan en un meritorio 9.º puesto), así como de la copa del rey (fue eliminado en octavos de final por el Levante). Disputa un total de 37 partidos oficiales, marcando un gol.
La campaña 2011/2012 continua en la AD Alcorcón y vive el mejor momento de su carrera a nivel colectivo, pues el equipo se clasifica para las eliminatorias por el ascenso a la Primera División tras quedar cuartos en la liga regular. El equipo cae en la eliminatoria final ante el Real Valladolid quedándose a un solo Gol del ascenso. A nivel personal, Rueda termina la temporada con un total de 20 partidos oficiales disputados, incluidos los 3 últimos de la eliminatoria de ascenso a 1.ª División.
En el verano de 2012 se hace oficial su fichaje por el Fútbol Club Cartagena, club recién descendido de la Segunda División y cuyo objetivo sería el de recuperar la categoría de plata. En la segunda vuelta, sufre una lesión del Tendón de Aquiles que le hace perderse el último tramo de la campaña, en la que su equipo termina como subcampeón y lucha por ascender en las eliminatorias de ascenso a la Segunda División. En la temporada 2012-13 disputaría 16 partidos (15 de Liga y 1 de Copa), en los marca dos goles, retirándose del fútbol término de la temporada.

### Como entrenador
su verdadera trayectoria empezó en el Marianao Poblet, uno de los equipos más destacados de Sant Boi de Llobregat y de toda Baix llobregat
Comienza su trayectoria en los banquillos en la temporada 2015-16, como segundo entrenador del Club de Futbol Gavà en la Tercera División de España, formando parte del cuerpo técnico de Juan Manuel Pons. En su primera temporada, logran el ascenso a la Segunda División B de España y Manolo continuaría una temporada más en el club gavanense.
En la temporada 2019-20, se convierte en segundo entrenador del CF Badalona de la Segunda División B de España.
En la temporada 2020-21, se convierte en segundo entrenador del Las Rozas CF de la Segunda División B de España.
El 23 de agosto de 2021, firma como entrenador del cadete "B" del Club Deportivo Leganés, que compite en División de Honor.
En la temporada 2022-23, dirige al juvenil "B" de Liga Nacional del Club Deportivo Leganés.
El 14 de abril de 2023, tras el ascenso de Carlos Martínez al primer equipo pepinero, Manolo se hace cargo del C. D. Leganés "B" de la Segunda Federación.

## Clubes

### Como jugador
| Club                  | País   | Año       |
| --------------------- | ------ | --------- |
| RCD Mallorca B        | España | 1999-2001 |
| Caravaca CF           | España | 2001-2002 |
| Águilas CF            | España | 2002-2006 |
| Lorca Deportiva CF    | España | 2006-2008 |
| UE Sant Andreu        | España | 2008-2010 |
| AD Alcorcón           | España | 2010-2012 |
| Fútbol Club Cartagena | España | 2012-2013 |

### Como entrenador
| Club                                 | País   | Año       |
| ------------------------------------ | ------ | --------- |
| Club de Futbol Gavà (2.º entrenador) | España | 2015-2017 |
| CF Badalona (2.º entrenador)         | España | 2019-2020 |
| Las Rozas CF (2.º entrenador)        | España | 2020-2021 |
| Club Deportivo Leganés               | España | 2022-2023 |
| C. D. Leganés "B"                    | España | 2023-     |